# Луна в сточной канаве
«Луна́ в сто́чной кана́ве» (фр. La lune dans le caniveau) — фильм режиссёра Жан-Жака Бенекса 1983 года, снятый по роману американского писателя Дэвида Гудиса. Участник конкурсной программы Каннского кинофестиваля 1983 года.

## Сюжет
Докер марсельского порта Жерар разыскивает насильника своей сестры (с которой он сам, возможно, находился в инцестуальной связи). После изнасилования она покончила жизнь самоубийством, перерезав себе горло бритвой. Жерар каждую ночь приходит на аллею, где она погибла. Его подозрения падают на собственного брата-алкоголика Фрэнка и некоего Ньютона. С сестрой Ньютона Лореттой у него завязываются близкие отношения. В фильме остаётся много недосказанностей и не раскрывается имя преступника. Не исключено, что им был сам Жерар.

## В ролях
- Жерар Депардьё — Жерар Дельма
- Настасья Кински — Лоретта
- Виктория Абриль — Белла
- Бертис Ридинг — Лола
- Гэбриел Монне — Том
- Доминик Пинон — Фрэнк
- Милена Вукотич — Фрида
- Витторио Меццоджорно — Ньютон
- Бернар Фарси — Иисус
- Анн-Мари Коффине — Дора
- Катя Бергер — Катрин

## Награды и номинации

### Награды
- 1984 — Кинопремия «Сезар»
  - «Лучшие декорации» — Хилтон Макконнико

### Номинации
- 1984 — Кинопремия «Сезар»
  - «Лучшая актриса второго плана» — Виктория Абриль
  - «Лучшая работа оператора» — Филипп Руссело